# مغول أوراد
المغول الأوراد (بالصينية: 烏喇特部) (بالمغولية: Урад, Урадууд
) هم قبيلة مغولية تستوطن إقليم منغوليا الداخلية في الصين. الاسم مشتق من الكلمة المنغولية «أوران» بمعنى «مفيد»، ولاحقة «د» هُنا تعني «حرفي = العامل بحرفة». ظهر الأوراد في خولونبوير. وفي أوائل عصر تشينغ انتقلت القبيلة إلى موطنها الحالي في أراضي أوراد العشبية في بايانور. انتظم هؤلاء المغول سنة 1648م في ثلاث ألوية: لواء أوراد الأمامية، ولواء أوراد الوسطى، ولواء أوراد الخلفية.